# Phyllophaga micros
Phyllophaga micros är en skalbaggsart som beskrevs av Bates 1888. Phyllophaga micros ingår i släktet Phyllophaga och familjen Melolonthidae. Inga underarter finns listade i Catalogue of Life.